# Stephanie Ortwig
Stephanie Ortwig (Remscheid, 28 gennaio 1973) è un'ex nuotatrice tedesca.

## Carriera
Specializzata nello stile libero e nelle staffette può vantare nel proprio palmarès una medaglia d'oro ai campionati mondiali conseguita nella staffetta 4x200m stile libero.

## Palmarès
- Mondiali

Perth 1991 - oro nella staffetta 4x200m sl.